# Richemont (Moselle)
Richemont (deutsch Reichersberg) ist eine französische Gemeinde mit 2145 Einwohnern (Stand 1. Januar 2022) im Département Moselle in der Region Grand Est (bis 2015 Lothringen). Sie gehört zum Arrondissement Thionville und zum Kanton Fameck.

## Geographie
Richemont liegt in Lothringen, etwa neun Kilometer südlich von Thionville (Diedenhofen) an der Orne auf einer Höhe zwischen 152 und 214 m über dem Meeresspiegel. Das Gemeindegebiet umfasst 8,48 km².

## Geschichte
Der Hauptort gehörte früher zum Bistum Metz. Eine Erwähnung schon im Jahr 900 kann nicht durch Urkunden belegt werden. 1181 gab Heinrich von Namur die Mühle des Orts dem Kloster Justemont; das Lehen Richemont gab 1250 Isabeau de Moncler dem Grafen Thiebaut von Bar. In der nachfolgenden Zeit erbauten die Grafen von Rodenmachern (heute: Rodemack) auf der Anhöhe bei dem Ort das feste Schloss Ornelle. Gemeinsam mit den Grafen von Warsberg erhoben sich diese 1483 gegen König Maximilian und verwüsteten das Metzer Land. Daraufhin belagerten Metzer und Luxemburger vom 28. Mai an das Schloss und nahmen es nach mehreren Angriffen am 7. Juli, plünderten danach Richemont und teilten die Beute in der Kirche von Buß. In Richemont befand sich auch eine Niederlassung des Templerordens.
Um die Festung Diedenhofen (heute: Thionville) einzuschließen, lagerte hier 1732 Marschall Belleisle, 1755 General Chevert und 1792 die österreichische Armee.
Durch den Frankfurter Frieden vom 10. Mai 1871 kam die Region an das deutsche Reichsland Elsaß-Lothringen, und das Dorf wurde dem Kreis Diedenhofen im Bezirk Lothringen zugeordnet. Am Ort gab es eine Glashütte, eine Ziegelei, eine Wollspinnerei und eine Gerberei. Nach dem Ersten Weltkrieg musste die Region aufgrund der Bestimmungen des Versailler Vertrags 1919 an Frankreich abgetreten werden und wurde Teil des Département Moselle. Im Zweiten Weltkrieg war die Region von der deutschen Wehrmacht besetzt.
Bedeutend älter als der Hauptort ist der Ortsteil Pepinville, den König Heinrich II. 1004 als Gut „Pipinesdorf“ an den Bischof von Worms verschenkt (Quelle: MGH DD HII 092), während der Ortsteil  Béville erst seit dem 14. Jahrhundert bekannt ist.

### Bevölkerungsentwicklung
| Jahr                       | 1962 | 1968 | 1975 | 1982 | 1990 | 1999 | 2007 | 2019 |
| Einwohner                  | 2220 | 3010 | 2095 | 1776 | 1769 | 1879 | 1867 | 2092 |
| Quellen: Cassini und INSEE |      |      |      |      |      |      |      |      |

## Persönlichkeiten
- G. Lenôtre (1855–1935), französischer Historiker und Mitglied der Académie française.

## Sehenswürdigkeiten

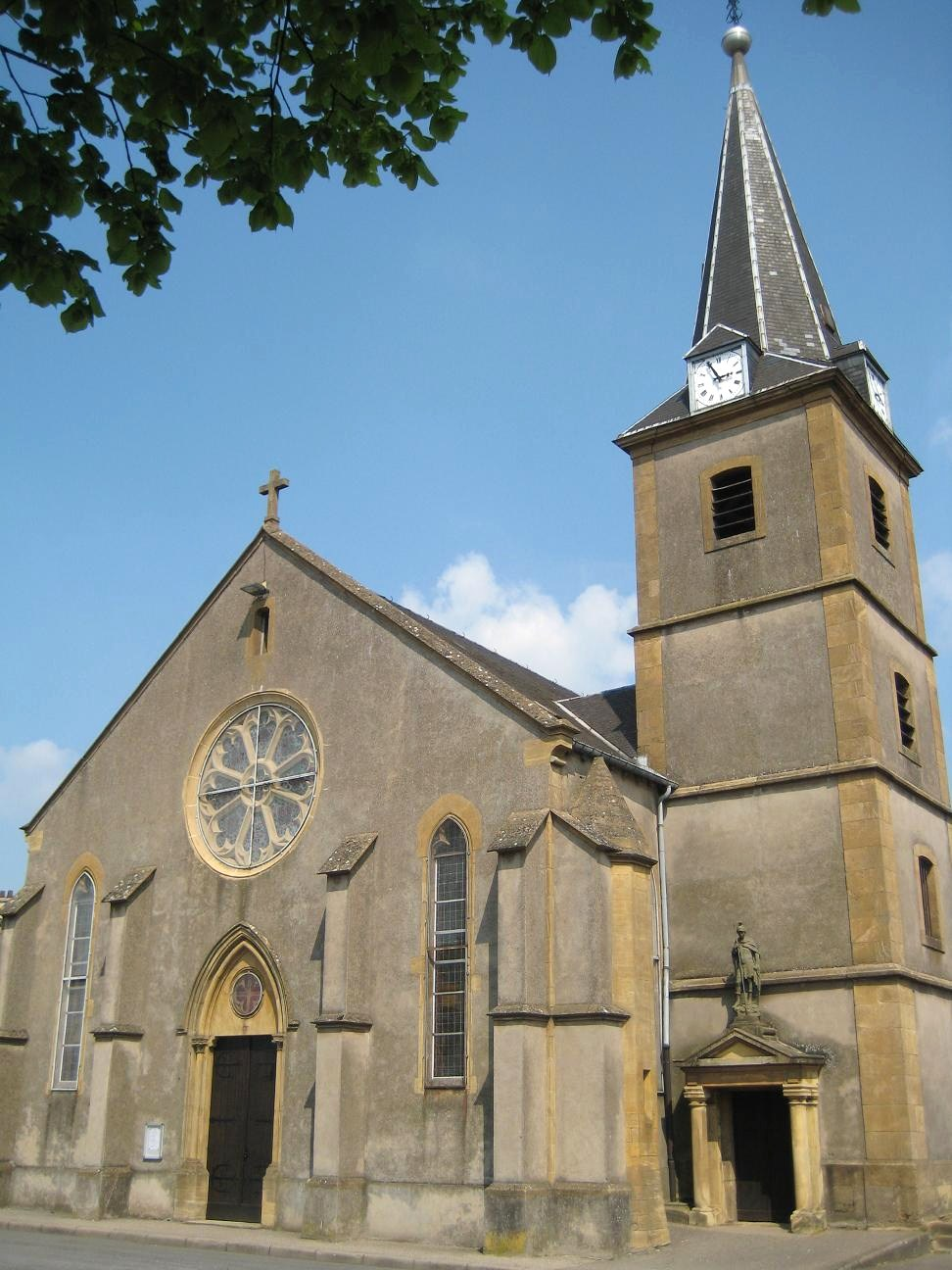
Kirche St. Gorgonius
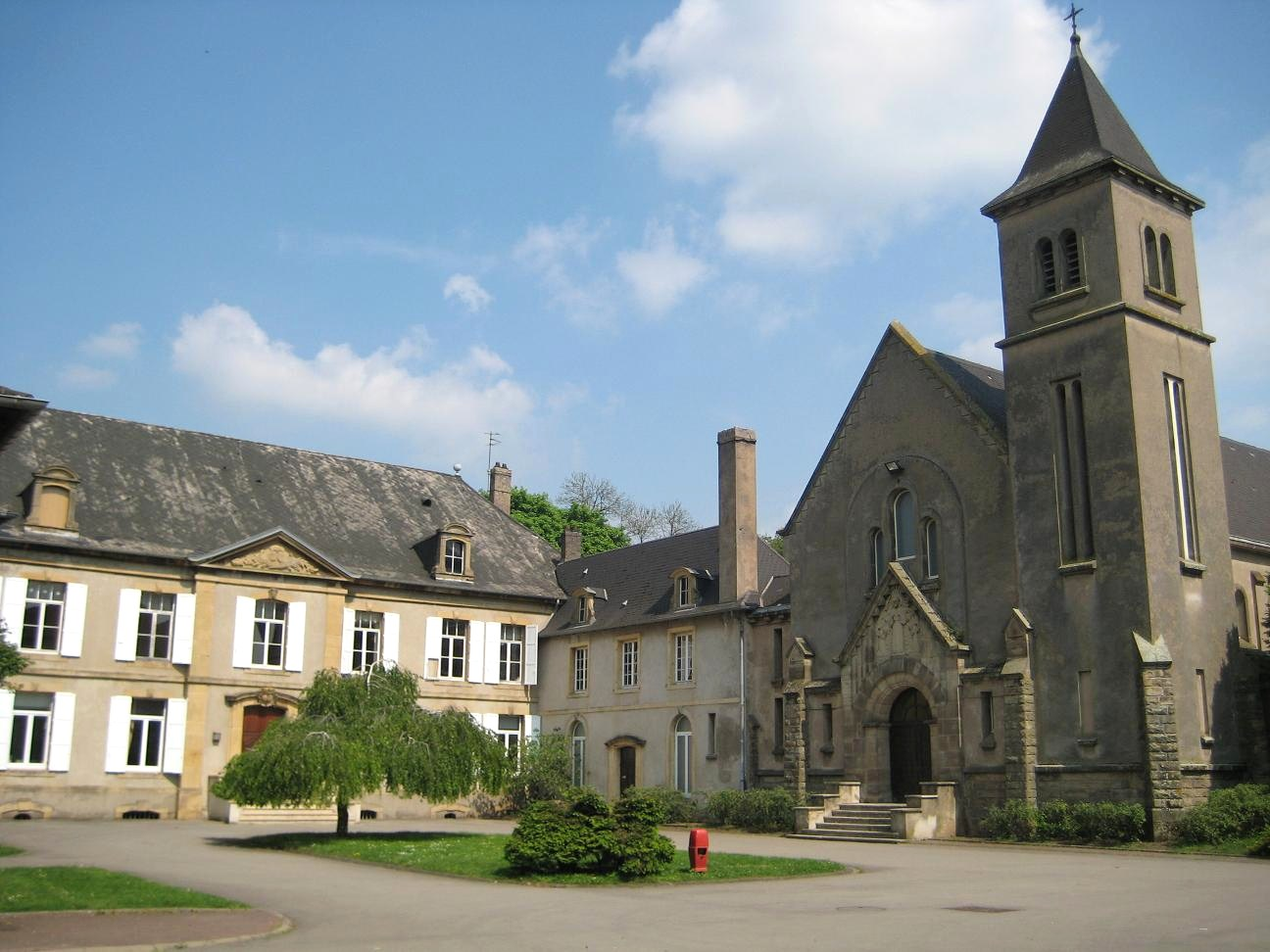
Schloss

- Kirche St. Gorgonius
- Schloss mit Schlosskapelle Pepinville